# Карадоссо
Карадоссо, тобто Крістофоро ді Джованні Маттео Фоппа (італ. Caradosso, Cristoforo di Giovanni Matteo Foppa, близько 1452, Мондоніко або Павія — 1 квітня 1527, Рим) — італійський ювелір, скульптор, медальєр доби Відродження.

## Біографія
Карадоссо — псевдонім чи прізвисько, справжнє ім'я довге: Крістофоро ді Джованні Маттео Фоппа. Існує навіть невелика новела щодо виникнення цього псевдоніма. У майстерню Крістофоро Фоппа прийшов у черговий раз іспанець, котрий замовив медаль. Але вона все ще не була готова. Розсерджений візитер вигукнув «У вас обличчя віслюка». Смішливий хазяїн майстерні почув тарабарську мову іноземця та його вигук зробив власним псевдонімом.
Попри дослідження, біографія митця була і залишається з прогалинами. Невідоме точне місце народження: чи то Мондоніко, чи то Павія. Художнє навчання опановував у майстерні батька-ювеліра Джан Маффео Фоппа в Мілані. Сам став непоганим ювеліром і згодом став ювеліром герцога Лодовіко Сфорца за прізвиськом Іль Моро.
1487 року зафіксоване перебування Карадоссо у Флоренції. Приблизно один рік (1489—1490) працював при королівському дворі володаря Угорщини Матвія Корвіна (1443—1490). Але смерть короля обірвала його угорську кар'єру.
У період з 1492 по 1497 рр. за наказом Людовіко Сфорца відвідав декілька італійських князівств і міст з метою придбання коштовностей. 1496 року відвідав Рим, Вітербо і знову Флоренцію, де придбав частку майна вигнанця на той час з родини Медічі — П'єро де Медічі (1472—1503).

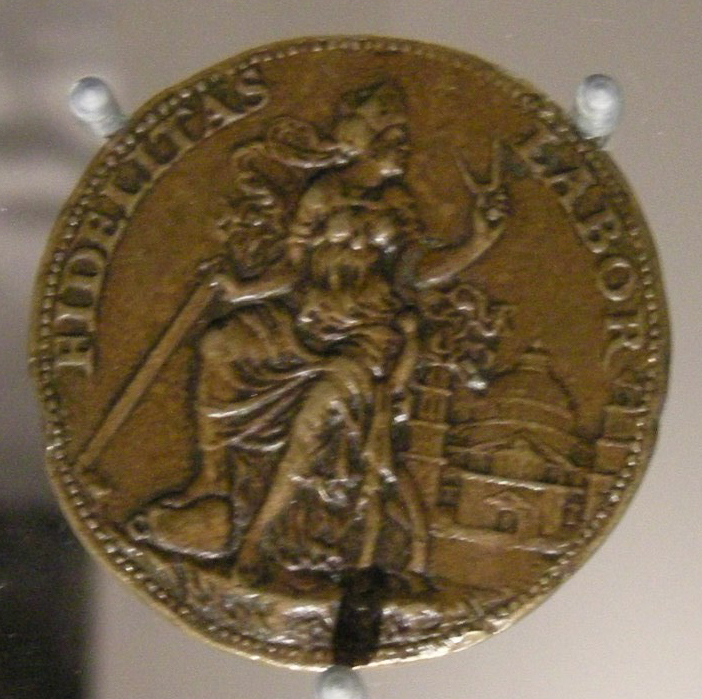
Карадоссо. «Алегорія архітектури», реверс медалі «Донато Браманте».

Італійська війна і захоплення Мілана вояками Франції обірвала припалацову кар'єру Карадоссо в черговий раз. Людовіко Сфорца відбув у полон, а Карадоссо залишився в Ломбардії. 1501 року він продав Лодовіко Гонзага (1458—1511), тодішньому єпископу Мантуї, декілька мармурових погрудь та скульптур. 1503 року брав участь у нараді зі створення нових бронзових дверей для Міланського собору.
З 1523 року перебрався в Рим, де працював при дворі римських пап. До цього періоду належить дизайн золотої тіари папи римського Юлія II, котра пізніше була знищена. Збережений малюнок 1722 року із зображенням папи римського з тіарою роботи Карадоссо (Британський музей, Лондон). До римського періоду творчості Карадоссо належить і низка медалей на честь римських пап та грандіозного проекта папського двору по побудові нового собору Св. Петра за проектом Донато Браманте. Таким чином честі бути увічненим Карадоссо спромігся і відомий архітектор доби Високого Відродження Донато Браманте.
Учнем Карадоссо був Бенвенуто Челліні, Не схильний радіти за інших, але котрий залишив схвальні відгуки про митця. Низка творів Карадоссо була знищена або втрачена.
Карадоссо помер в Римі до 1 квітня 1527 року.

## Галерея творів Карадоссо

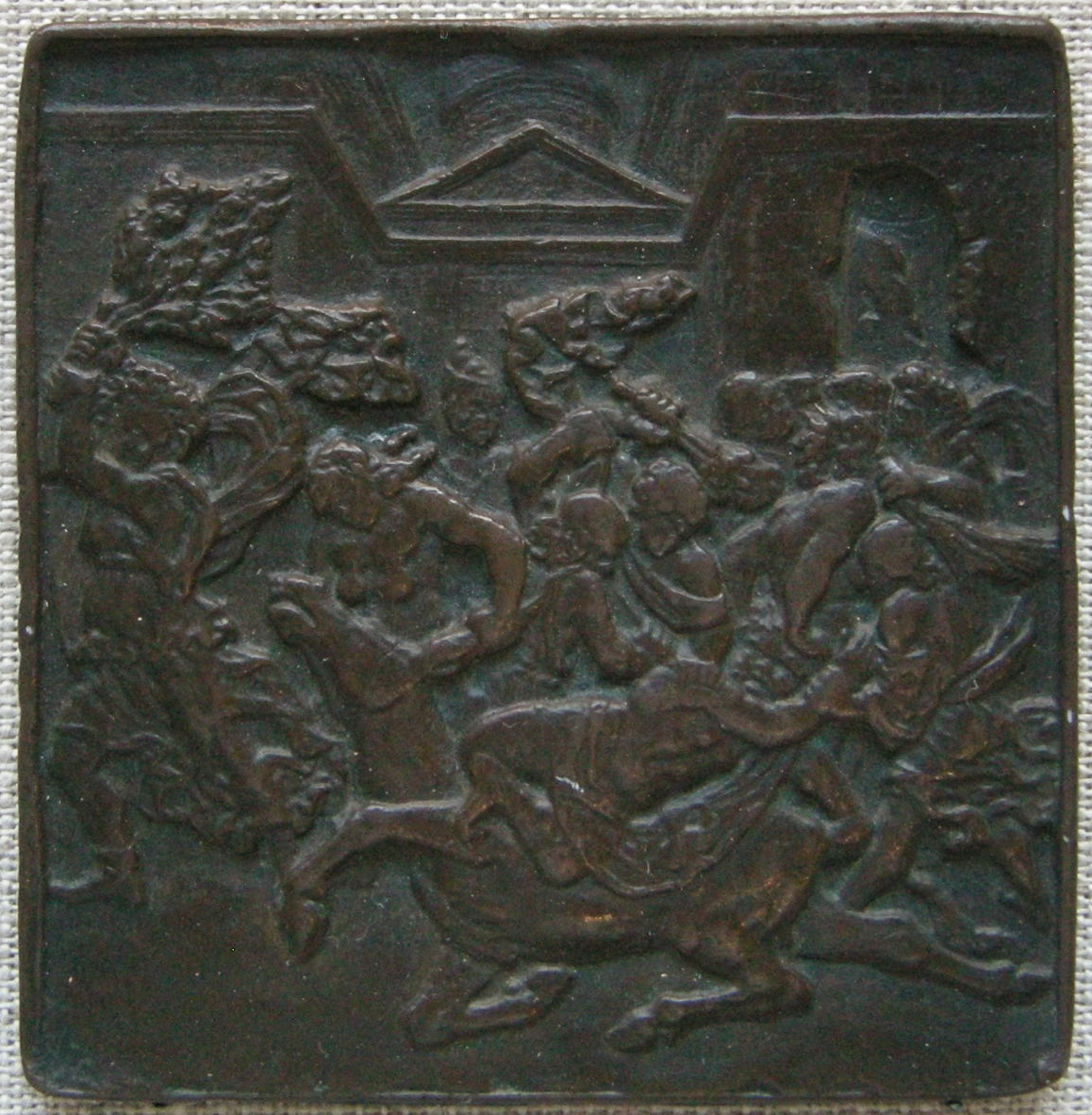
Карадоссо, «Сілен, атакований менадами», 1485 р.
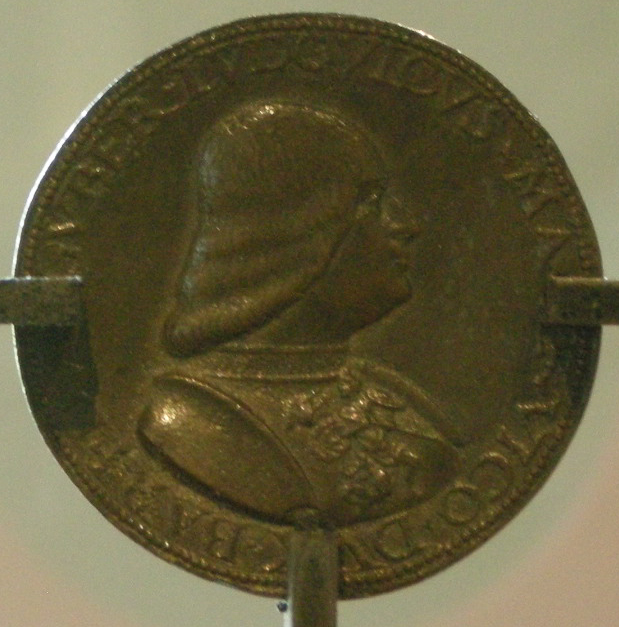
Медаль «Герцог Лодовіко Сфорца» (Іль Моро), Кастелло Сфорцеско, Мілан
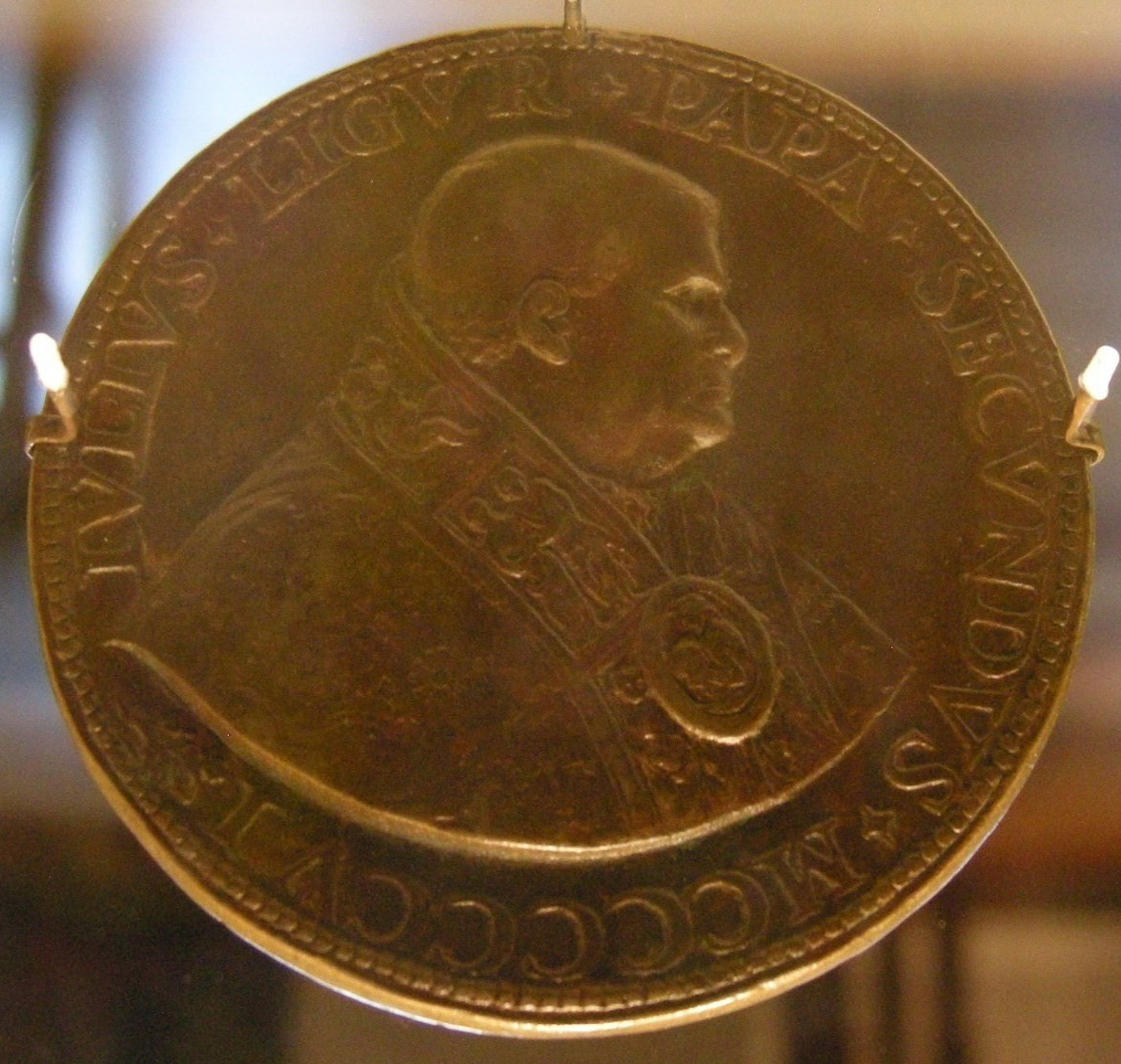
Медаль «Папа римський Юлій II», 1506 р.
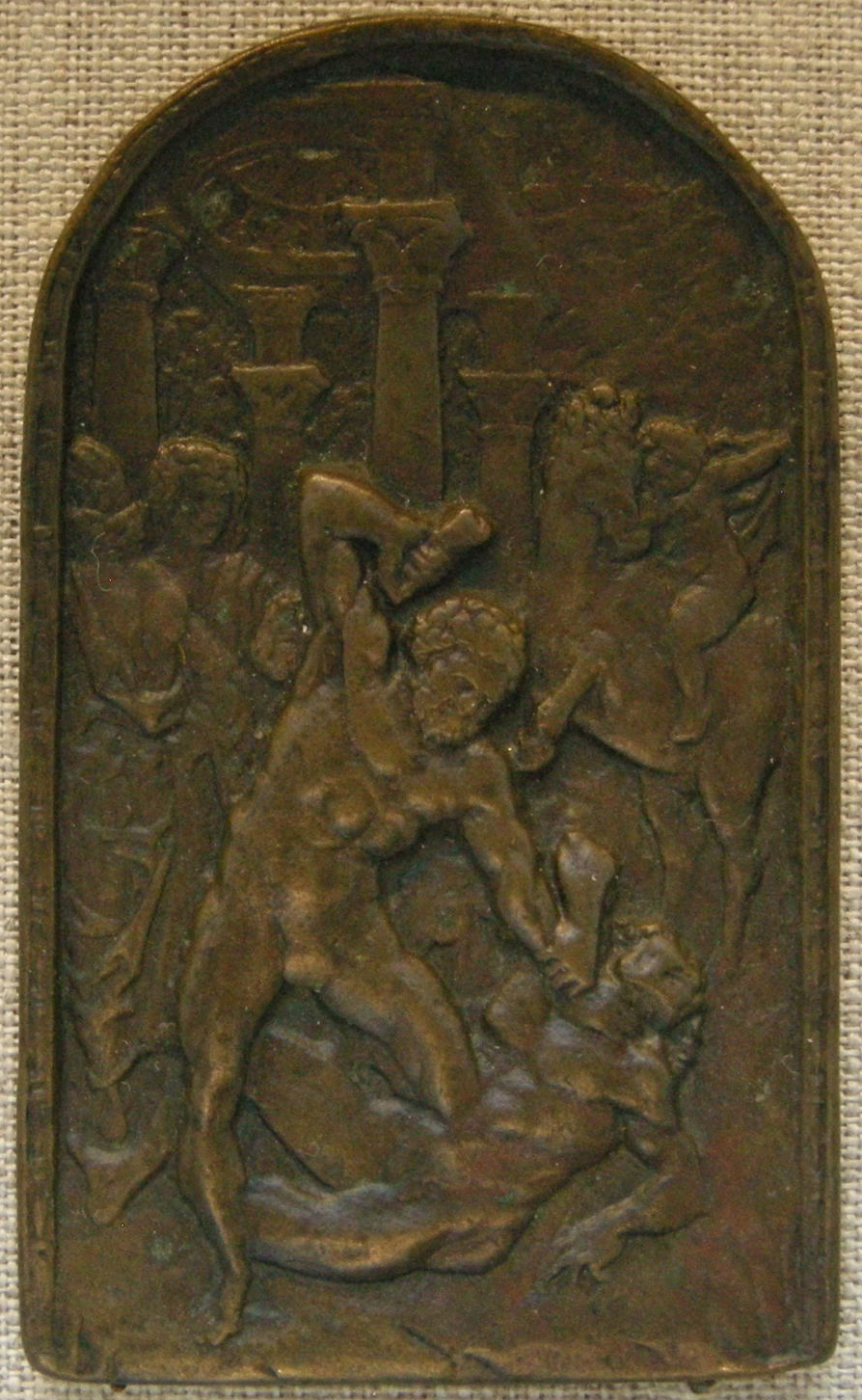
Карадоссо, «Геркулес убиває Какуса», 1490 р., плакета
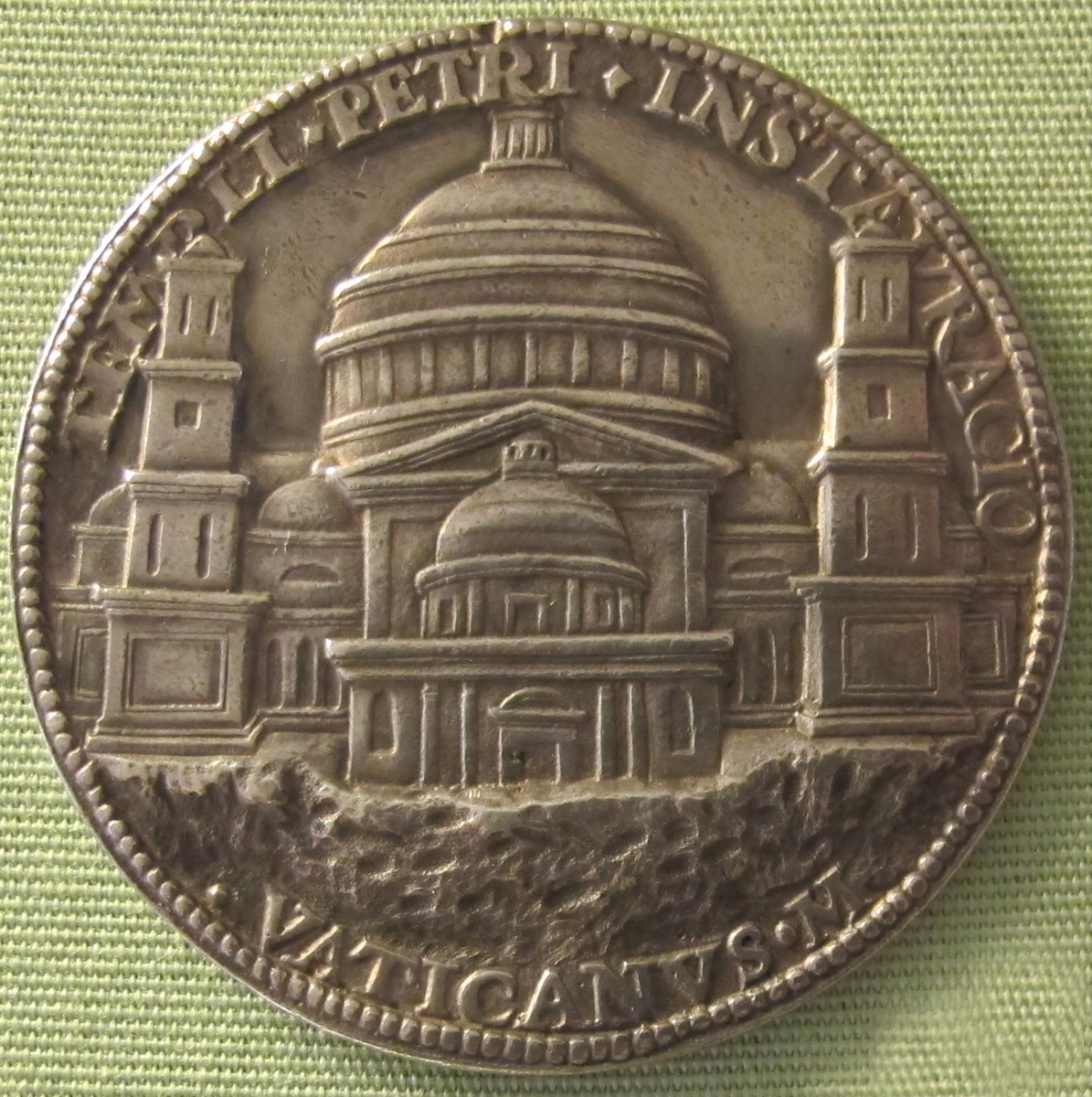
Собор Св. Петра в Ватикані, головний фасад з вежами, проект Браманте, аверс
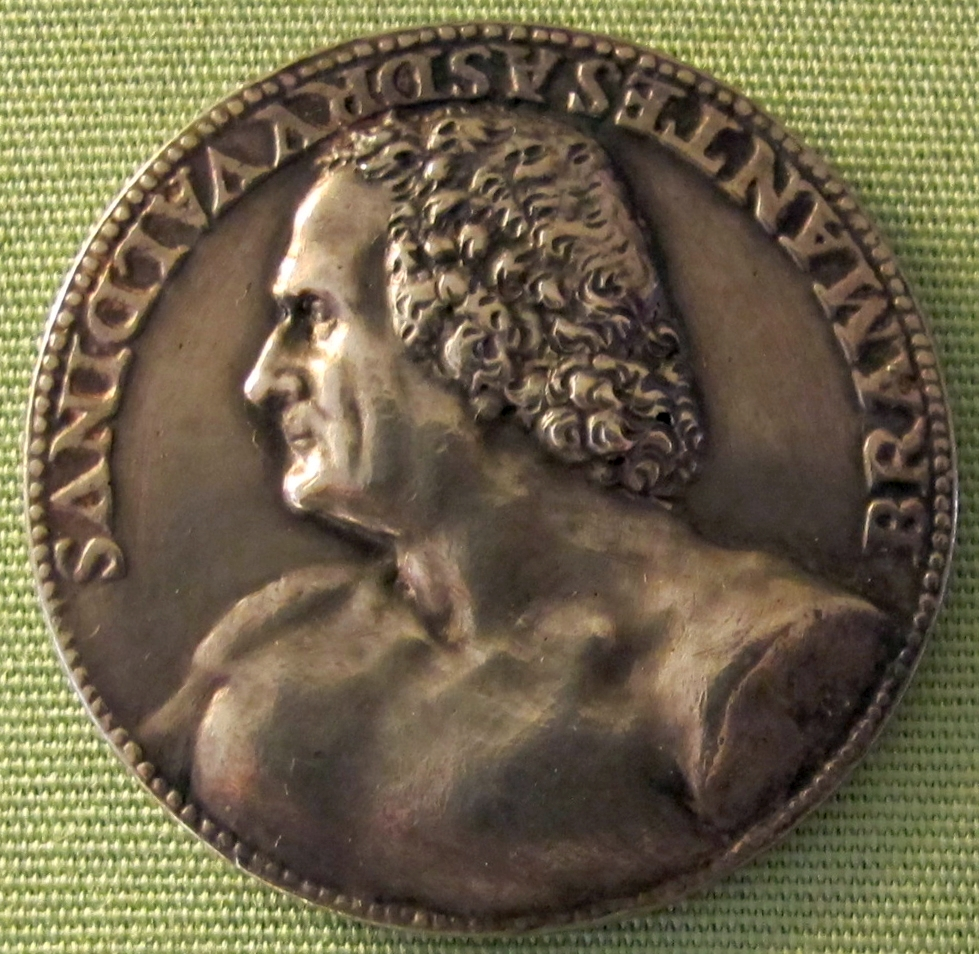
Карадоссо. Портрет Донато Браманте, 1506 р. Національна галерея мистецтв, Вашингтон